# 714

## Nașteri
- Pippin cel Scurt, regele francilor și tatăl lui Carol cel Mare (d. 768)

## Decese
- Pepin de Herstal, duce și prinț al francilor (n. 635)